# Joseph Leopold
Joseph Leopold (auch Joseph Lepold) (* 1. März 1810 in Schlipsheim; † 19. Juni 1868 in München) war ein deutscher Räuber, Sträfling und Strohhutfabrikant. Seine Flucht aus dem Gefängnis von Friedberg stand 1833 landesweit in den Zeitungen.

## Leben
Joseph Leopold wurde als sechstes von insgesamt dreizehn Kindern des Söldners, Besenbinders und Gemeindebevollmächtigten Norbert Leopold (* 1778 in Schlipsheim; † 1853 in Aystetten) und der Maria geb. Vogt (* 1780 in Schlipsheim; † 1849 in Aystetten) in Schlipsheim Hausnummer 48 geboren. Über Leopolds frühen Lebensweg ist wenig bekannt. Er wuchs in Schlipsheim in armen Verhältnissen auf. Von seinen zwölf Geschwistern starben bereits sechs im Kleinkindalter. Die Schreibweise der in Schlipsheim ansässigen Familie änderte sich Ende des 19. Jahrhunderts zu Lebold.   
Im Januar 1833 berichteten in- und ausländische Zeitungen von seiner spektakulären Flucht aus der Fronfeste des Landgerichts Friedberg. Dort saß der geständige Leopold wegen der Beteiligung an einem Raubmord angeklagt ein. Über die Straftat und Anklage geben die Berichte keine Auskunft. Bei einer Zelleninspektion konnte er fliehen und sperrte den Wärter in seine eigene Zelle. Leopold flüchtete nach Schlipsheim in sein Elternhaus. Die Mutter war bereit, dem Sohn zu helfen, jedoch wiesen Leopolds Vater und Bruder ihn aus Furcht vor Strafe ab. So floh der Sträfling ohne Kleidung und Nahrung in den dichten Teil des Waldes zwischen Wellenburg und Anhausen, wo er sich mit Hilfe einer vom Haus mitgenommenen Schaufel eine Grube aushob und sich dort in den nächsten fünf Tagen ohne Nahrung und seinen Durst mit geschmolzenen Schnee stillend versteckte.   

„Der am 3ten vorigen Monats aus dem Kriminalgefängnisse zu Friedberg entwichene Raubmörder Joseph Leopold, oder vielmehr Lepold, dessen Jungfer Schwester vor einigen Tagen aus der großen Zuchtanstalt in der Vorstadt Au bei München zurückkam, ist ein starker, großer und tüchtiger Kerl, der im Kampfe auf Leben und Tod den Herren Gendarmen tüchtig zu schaffen machen wird. Es ist daher sehr ratsam, daß sich die Gendarmerie in geschlossenen Gliedern auf den Straßen und Feldwegen aufstellen, und den Flüchtling durch ein Kommando von Bauern aus dem Walde bei Anhausen, Burgwalden, Rainhartshausen, Döpshofen ec, heraustreiben lassen. In jener Waldung gibt es Einödhöfe, Staudenwirtschaften, Besenfabrikanten und fromme Hirten, welche dem Flüchtling die Pflichten der Gastfreundschaft nicht versagen, werden, In Schlipsbeim dürfte Lepold alles Suchens ungeachtet nicht gefunden werden. Warum will man nicht weiter forschen? Man versehe alle verdächtigen Orte mit doppelter Wache aber ja keine Landpolizeiwache. In Wäldern kann sich der Flüchtling nicht halten. Er muss gegen die Nacht ein Obdach suchen, sohin der Wache in die Hände laufen.“

Als man dem Vater das Geheimnis des Aufenthaltsortes seines Sohnes entlockt hatte, umstellte die Streif-Patrouille den Wald. Nachdem der Vater, der den Spähtrupp begleitete, Leopold aus seinem Versteck gerufen hatte, trat dieser mit einem Kruzifix betend hervor und ergab sich. Der Flüchtige wurde wieder in die Friedberger Fronfeste zurückgebracht. Bei den außergewöhnlichen Umständen hoffte man auf Begnadigung.
Laut Nachlassakte seines Vaters war Leopold 1853 in der Strafanstalt Lichtenau inhaftiert. Nach Beendigung seiner Haftzeit lebte er als lizenzierter Strohhutfertiger in München, wo er in der Eisenmannsgasse eine Strohhutlager betrieb. Am 3. Januar 1865 heiratete der als Strohhutfabrikant bezeichnete Joseph Leopold in der Münchner Frauenkirche die ledige Anna Maria Satter (* 1817 in Grassau). Als Trauzeuge fungierte sein Schwager Joseph Riedhofer, der Mesner der Münchner Damenstiftskirche. Leopold starb 1868 in München im Hackenviertel am Altheimer Eck Nummer 3/2 im Alter von 58 Jahren an Magenverhärtung. Einer seiner Schwestern saß, dem Zeitungsbericht des Augsburger Tagblattes von 1833 zufolge, zeitweise in der großen Zuchtanstalt in der Vorstadt Au bei München ein. Ebenfalls war sein Neffe, der Zimmermann und Reifschneider Andreas Lepold (* 1831 in Schlipsheim), wegen unterschiedlicher Delikte, darunter Diebstahl und Landstreicherei, inhaftiert.